# Xiao Jia
Xiao Jia (chiń. 小甲), imię własne Zi Gao (子高) – władca Chin z dynastii Shang. 
Starożytna chińska kronika Zapiski historyka autorstwa Sima Qiana informuje, że urodził się jako Zi Gao i wstąpił na tron po śmierci swojego ojca Tai Genga. Rządził przez 17 lat, otrzymał pośmiertnie imię Xiao Jia. Niewiele wiadomo o szczegółach jego panowania. Jego następcą został brat Yong Ji.